# Călărași (distrikt)
Călăraşi er et distrikt i Muntenien i Rumænien med 324.617 (2002) indbyggere. Hovedstad er byen Călăraşi.

## Byer
- Călăraşi
- Olteniţa
- Budeşti
- Fundulea
- Lehliu-Gară

## Kommuner
- Alexandru Odobescu
- Belciugatele
- Borcea
- Căscioarele
- Chirnogi
- Chiselet
- Ciocăneşti
- Curcani
- Cuza Vodă
- Dichiseni
- Dor Mărunt
- Dorobanţu
- Dragalina
- Dragoş Vodă
- Frăsinet
- Frumuşani
- Fundeni
- Grădiştea
- Gurbăneşti
- Ileana
- Independenţa
- Jegălia
- Lehliu
- Luica
- Lupşanu
- Mânăstirea
- Mitreni
- Modelu
- Nana
- Nicolae Bălcescu
- Perişoru
- Plătăreşti
- Radovanu
- Roseţi
- Săruleşti
- Sohatu
- Spanţov
- Şoldanu
- Ştefan cel Mare
- Ştefan Vodă
- Tămădău Mare
- Ulmeni
- Ulmu
- Unirea
- Valea Argovei

## Demografi
44°20′N 27°33′Ø / 44.33°N 27.55°Ø